# Mishima-taisha
Le Mishima-taisha (三嶋大社) est un sanctuaire shinto situé dans la ville de Mishima, préfecture de Shizuoka au Japon. C'est l'ichi-no-miya de l'ancienne province d'Izu. Le principal matsuri (festival) du sanctuaire se tient tous les ans le 16 août et comprend des représentations de yabusame.

## Kami vénéré
Le principal kami du Mishima-taisha est Mishima Daimyōjin (三嶋大明神), un amalgame de Ōyamatsu-no-mikoto (大山祇命) et de sa consort Tsumihayae Kotoshironushi no kami (積羽八重事代主神)
Le Mishima-taisha possède également de nombreux petits sanctuaires secondaires consacrés à divers kamis.

## Bâtiment notable
Le honden, bâtiment de trois baies de style nagare-zukuri, a été reconstruit de nombreuses fois dans l'histoire du sanctuaire. L'actuel bâtiment date de 1866, après sa reconstruction à la suite de la destruction du sanctuaire par le grand séisme d'Ansei de 1854. Il est répertorié comme bien culturel important national.

## Biens culturels
Le Mishima-taisha possède un petit musée dont l'objet le plus précieux est une boîte en bois en laque japonaise avec décoration maki-e. La boîte, qui contient de nombreux ustensiles et articles utilisés pour les produits cosmétiques des femmes au cours de l'époque de Heian, a été donnée au sanctuaire par Hōjō Masako. Elle est classée trésor national.
En plus de son honden, le Mishima-taisha dispose également de quatre autres éléments enregistrés comme biens culturels importants nationaux :
- un tachi (sabre japonais) de l'époque de Kamakura donné au sanctuaire par l'Empereur Meiji ;
- un wakizashi (épée courte) de l'époque de Muromachi ;
- une copie du Sutra du Cœur datée de 1203, écrit par Minamoto no Yoritomo ;
- un ensemble de 592 documents d'archives du sanctuaire des époques de Heian et d'Edo.

Par ailleurs, un olivier odorant âgé de 1 200 ans situé dans l'enceinte du sanctuaire est protégé en tant que « monument naturel ».

## Galerie

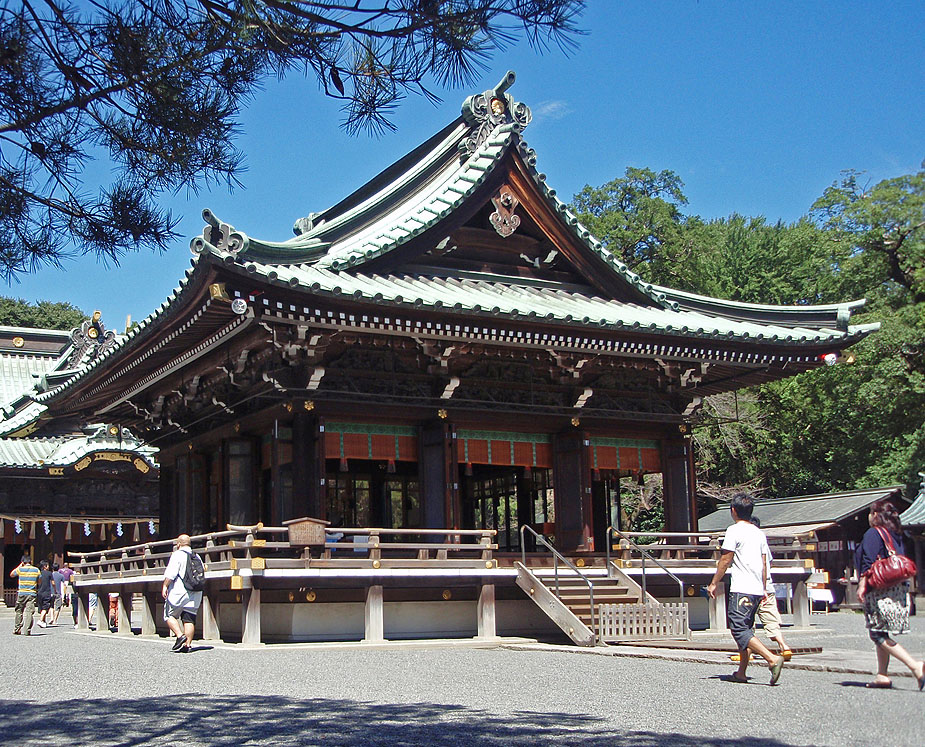
舞殿
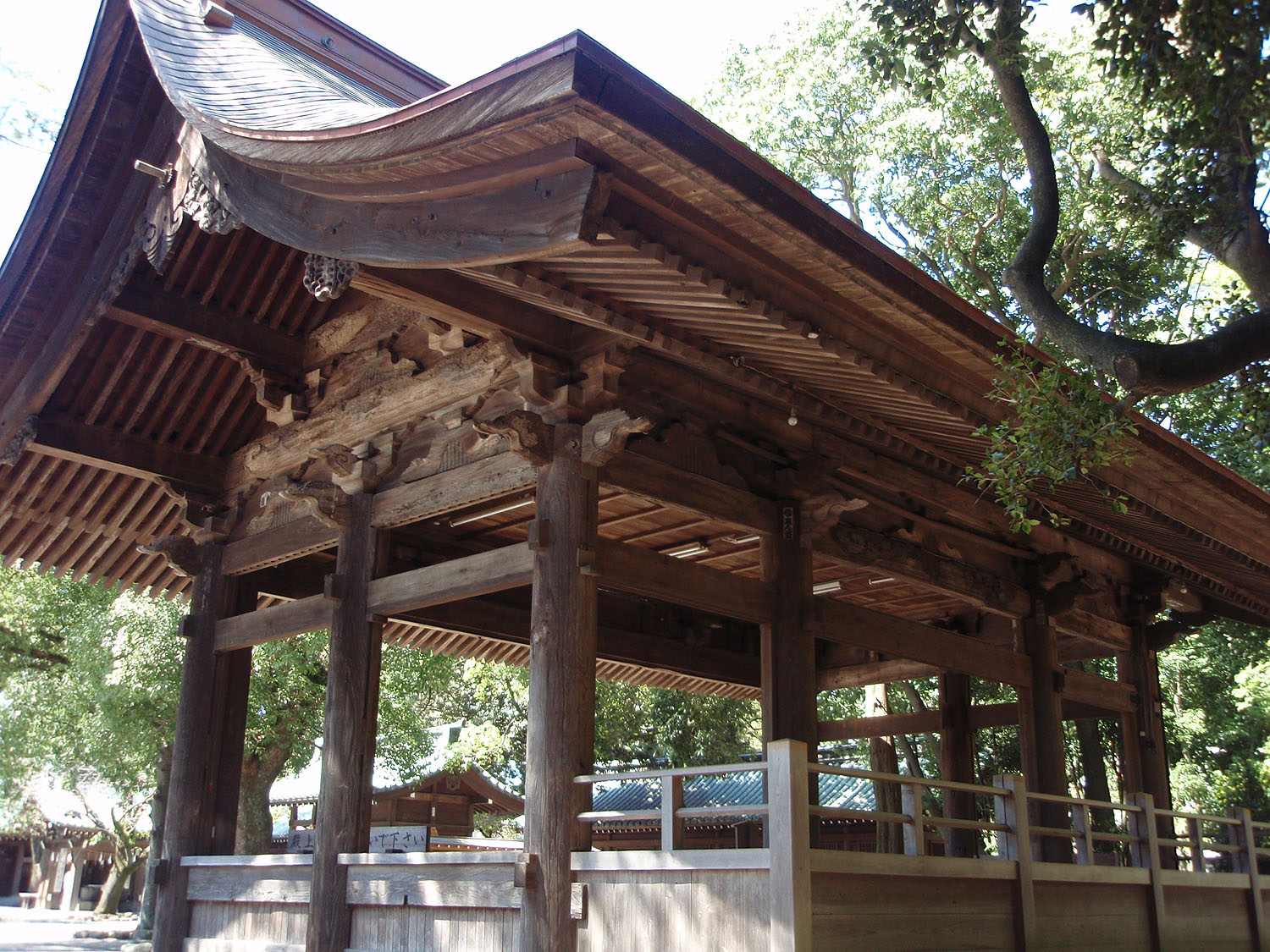
芸能殿
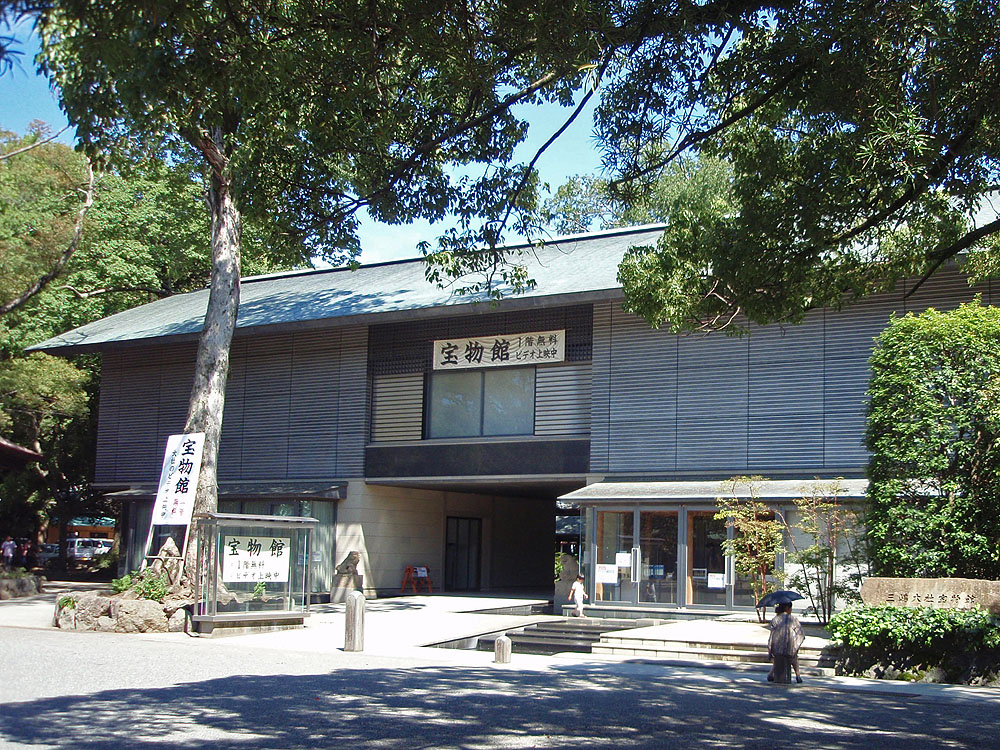
Musée du trésor.